# Tim Breukers
Tim Breukers (* 4. November 1987 in Oldenzaal, Overijssel; voller Name Tim Gerard Johan Brokhof-Breukers) ist ein niederländischer ehemaliger Fußballspieler. Er spielte auf der Position eines Verteidigers.

## Karriere
Breukers kam aus der Jugend des Oldenzaaler Vereins Quick’20 2007 zum Ehrendivisionär Heracles Almelo. Er entwickelte sich innerhalb der ersten zwei Jahre zum Stammspieler. Zu Beginn der Saison 2011/12 konnte er seinen hundertsten Ligaeinsatz für Heracles feiern, konnte jedoch bis dahin noch kein Tor erzielen. Zur Saison 2012/13 wechselte Breukers zum Ligakonkurrenten FC Twente Enschede. Der Durchbruch zum Stammspieler gelang ihm dort nicht, nach zweieinhalb Jahren kehrte er im Januar 2015 zu Heracles zurück. Er blieb bis zu seinem Karriereende 2021 beim Verein.